# Gábor Magda
Gábor Magda, Grün Magdolna (Budapest, 1915. június 11. – Palm Springs, 1997. június 6.) amerikai-magyar színésznő.

## Családja
Grün Farkas Vilmos kereskedő, ékszerész és Tilleman Janka leánya. Testvérei Gábor Zsazsa és Gábor Éva színésznők. Grün családi nevét 1916-ban Gáborra változtatta. 1936-ban Heset H. Atay török újságíróval járt jegyben, majd 1937. november 19-én házasságot kötött Jan Bichowsky lengyel repülőtiszttel. Férje 1944-ben elhunyt, ezt követően 1946 augusztusában William Rankin forgatókönyvíró felesége lett, azonban 1947-ben elváltak. Harmadik férje Sydney Robert Warren ügyvéd volt, a negyedik Tony Gallucci, aki 1967-ben elhunyt. 1970-ben hozzáment George Sanders brit színészhez, ám házasságuk csak egy hónapig tartott. 1972 és 1975 között Tibor R. Heltai magyar származású gazdasági tanácsadó felesége volt.

## Pályafutása
Svájcban tanult, majd 1933-tól a bécsi Hegewald filmtársasággal állt szerződésben. Ezután a budapesti Zeneakadémia operaének tanszakán 1937-ben diplomázott. Énekelt a Moulin Rouge-ban, majd 1939-től fellépett a Kamara Varietében. 1941-ben két dalt is felvett vele a Radiola hanglemezgyár, amelyek a Havasi napsütés és a Szűts Mara házassága című filmek betétdalai voltak. Később származása miatt nem engedték szerepelni. 1944 áprilisában letartóztatták, később Portugáliába vándorolt ki, ahonnan Dél-Amerikába ment tovább. 1946 februárjában letelepedett az Amerikai Egyesült Államok. Testvéreivel rendszeresen szerepeltek televíziós műsorokban és a rádióban. Miután visszavonult a színpadtól, ékszerüzletet nyitott édesanyjával New Yorkban, Palm Beachben, Párizsban és Londonban.

## Filmszerepei
- Mai lányok (1937) – Lenke
- Tokaji rapszódia (1937) – szerelmes lány